# ایان باستو
ایان باستو (انگلیسی: Ian Bastow؛ زادهٔ ۱۲ اوت ۱۹۷۱) بازیکن فوتبال اهل بریتانیا است.
از باشگاه‌هایی که در آن بازی کرده‌است می‌توان به باشگاه فوتبال تورکی یونایتد اشاره کرد.